# 1118
1118 (MCXVIII) je bilo navadno leto, ki se je po julijanskem koledarju začelo na torek.

## Dogodki

### Menjave na prestolih
- 21. januar - Sveti sedež: umrlega papeža Pashala II. nasledi Gelazij II., 161. papež po seznamu.[1] Kmalu po izvolitvi ga pripre cesarska stranka, vendar ga osvobodijo Rimljani v vsesplošni vstaji. ↓
- 1. marca → Pro-cesarski kardinali izvolijo za novega cesarskega (proti)papeža Gregorja VIII.,[2] ki sta ga za papeža priznali samo Nemčija in Anglija. Papež Gelazij II. odgovori z izobčenjem obeh: protipapeža Gregorja VIII. in rimsko-nemškega cesarja Henrika V.
- 2. april - Umrlega jeruzalemskega kralja Baldvina Boulognskega nasledi njegov nečak in grof Edese Baldvin Bourcqški. Le-ta v zahvalo za podporo pri kandidaturi grofijo Edeso preda Joscelinu de Courtenayu, s katerim je bil sicer pred leti v sporu.
- 16. april - Po izgonu in smrti matere Adelasije del Vasto, bivše jeruzalemske kraljice, njen sin in sicilski grof Roger II. odtegne vsako nadaljnjo pomoč križarjem in križarskim državam.
- 6. avgust -  Umrlega abasidskega kalifa Al-Mustazhirja, ki je kot večina abasidskih kalifov od turških vdorov imel zgolj simbolično oblast, nasledi novi kalif Al-Mustaršid. Za razliko od ostalih kalifov se mu je uspelo uveljaviti proti Seldžukom v primerjavi s predhodniki.
- 15. avgust - Umrlega bizantinskega cesarja Alekseja I. Komnena nasledi njegov najstarejši sin Ivan II. Komnen.
- Umrlega latinskega patriarha Arnulf iz Chocqesa nasledi Garmond iz Picquignyja.
- Bizantinci premagajo dukljanskega kralja Đorđa Bodinovića, ki je primoran prestol predati novemu (marionetnemu) kralju Grubeši.
- Po smrti sultana Mehmeda Taparja nasledi titularni naziv velikega seldžuškega sultana Mahmud II.. Močan konkurent, ki spodbija Mahmudovo upravičenost do naziva, je dosedanji guverner Khorasana Ahmed Sandžar.
- Seldžuški atabeg Ilghazi, ki vlada Madrinu, se odzove na vabilo alepskega kadija in prevzame nadzor v Alepu.
- Umrlega kralja Filipa Švedskega nasledi sokralj Inge Mlajši.
- Ostareli kralj tamilskega kraljestva Čola postavi svojega sina Vikramo za sokralja.

### Ostalo
- Rekonkvista: barcelonski grof Rajmond Berengar III. zavzame mavrsko mesto Tarragono in utrdbo Mont-roig del Camp.↓
- → Aragonski kralj Alfonz I. zavzame almoravidsko Zaragozo in jo izbere za prestolnico. Kraljevini priključi še mavrski mesti Belchite in Jarque. 1119 ↔
- Irska keltska žepna kraljevina Munster se razdeli na dve kraljevini Thomond in Desmond.
- Konstantinopel: voditelj bogomilov, imenovan Vasilij Doktor je sežgan na grmadi.
- Bizantinci se polaste Sard, ki so bile pod oblastjo Sultanata Rum.
- Angleški kralj Henrik I. se v Normandiji sooča z resnim uporom. Na strani upornikov so še sosede Flandrija, Francija in Anjou.
- Lombardija: vojna med komunama Milan in Como.
- Učenjak Peter Abelard in njegova učenka Heloiza skrivata ljubezensko razmerje, ki ga kronata z otrokom in skrivno poroko. Ker je Abelard poslal Heloizo v samostan, da bi jo zaščitil pred stricem, kanonikom Fulbertom, ga le-ta kastrira. Oba nato, tako Abelard kot Heloiza, vstopita v samostan.

## Rojstva
- 28. november - Manuel I. Komnen, bizantinski cesar († 1180)
- 21. december - Tomaž Becket, canterburyjski nadškof,  mučenec in svetnik († 1170)

Neznan darum
- Ahmed ar-Rifa'i, islamski mistik, ustanovitelj sufističnega reda Rufaij († 1181)
- Andronik I. Komnen, bizantinski cesar († 1185)
- Gualdim Pais, portugalski križar, voditelj portugalskih templarjev († 1195)
- Nur ad-Din, sirski vladar († 1174)
- Odo II., burgundski vojvoda († 1162)
- Roger III., apulijski vojvoda in sicilski kronski princ († 1148)
- Saigjo Hoši, japonski pesnik († 1190)
- Taira Kijomori, japonski vojskovodja († 1181)
- Teodorik I., lužiški mejni grof († 1185)

## Smrti
- 21. januar - papež Pashal II.
- 2. april - Baldvin Boulonjski, jeruzalemski kralj (* 1058)
- 16. april - Adelajda del Vasto, sicilska grofinja in regentinja, jeruzalemska kraljica (* 1075)
- 1. maj - Matilda Škotska, angleška kraljica, soproga Henrika I. (* 1080)
- 6. avgust - Al-Mustazhir, abasidski kalif (* 1078)
- 15. avgust - Aleksej I. Komnen, bizantinski cesar (* 1048)

Neznan datum
- Arnulf iz Chocquesa, jeruzalemski latinski patriarh
- Arslan Šah, gazvanidski sultan
- Filip Švedski, kralj
- Mehmed Tapar, seldžuški sultan
- Vasilij Doktor, bogomil